# Xã Douglas, Quận Clark, Illinois
Xã Douglas (tiếng Anh: Douglas Township) là một xã thuộc quận Clark, tiểu bang Illinois, Hoa Kỳ. Năm 2010, dân số của xã này là 168 người.